# Luis Felipe Robles
Luis Felipe Robles Méndez (Santiago, Chile; 19 de noviembre de 2000) es un futbolista chileno. Juega de defensa.

## Trayectoria
Robles llegó Unión La Calera en 2019, y debutó en el primer equipo del club el 9 de agosto de 2021 ante Everton. a En 2021 firmó su primer contrato con el club.
En junio de 2022, se confirmó el préstamo de Robles al San Luis de Quillota de la Primera B.

## Estadísticas
Actualizado al último partido disputado el 7 de septiembre de 2022
| Club                    | Div.          | Temporada     | Liga  | Liga  | Copas nacionales | Copas nacionales | Torneos internacionales< | Torneos internacionales< | Total | Total |
| Club                    | Div.          | Temporada     | Part. | Goles | Part.            | Goles            | Part.                    | Goles                    | Part. | Goles |
| ----------------------- | ------------- | ------------- | ----- | ----- | ---------------- | ---------------- | ------------------------ | ------------------------ | ----- | ----- |
| Unión La Calera · Chile | 1.ª           | 2021          | 11    | 0     | —                | —                | —                        | —                        | 11    | 0     |
| Unión La Calera · Chile | 1.ª           | 2022          | 1     | 0     | —                | —                | —                        | —                        | 1     | 0     |
| Unión La Calera · Chile | Total club    | Total club    | 12    | 0     | 0                | 0                | 0                        | 0                        | 12    | 0     |
| San Luis · Chile        | 2.ª           | 2022          | 11    | 0     | —                | —                | —                        | —                        | 11    | 0     |
| San Luis · Chile        | Total club    | Total club    | 11    | 0     | 0                | 0                | 0                        | 0                        | 11    | 0     |
| Unión La Calera · Chile | 1.ª           | 2023          | 0     | 0     | 0                | 0                | —                        | —                        | 0     | 0     |
| Unión La Calera · Chile | Total club    | Total club    | 0     | 0     | 0                | 0                | 0                        | 0                        | 0     | 0     |
| Total carrera           | Total carrera | Total carrera | 23    | 0     | 0                | 0                | 0                        | 0                        | 23    | 0     |
| 1.                      |               |               |       |       |                  |                  |                          |                          |       |       |